# Tulearinia stylifera
Tulearinia stylifera är en svampdjursart som beskrevs av Jean Vacelet 1977. Tulearinia stylifera ingår i släktet Tulearinia och familjen Minchinellidae.
Artens utbredningsområde är havet kring Madagaskar. Inga underarter finns listade i Catalogue of Life.